# Pitonga woolowa
Pitonga woolowa là một loài nhện trong họ Desidae. Chúng được miêu tả năm 1984 bởi Davies, và chỉ được tìm thấy ở vùng Bắc Australia.